# Arcizans-Avant
Arcizans-Avant (okzitanisch Arcisans Abans) ist eine französische Gemeinde mit 392 Einwohnern (Stand 1. Januar 2022) im Département Hautes-Pyrénées in der Region Okzitanien; sie gehört zum Arrondissement Argelès-Gazost und zum Kanton La Vallée des Gaves. Die Bewohner nennen sich Arcizannais(es).

## Lage
Arcizans-Avant liegt im Südwesten des Département Hautes-Pyrénées rund 31 Kilometer (Luftlinie) südwestlich von Tarbes. Der höchste Punkt der Gemeinde ist die Bergspitze des Pic du Cabaliros im Süden der Gemeinde. Der Nordteil der Gemeinde ist stark bewaldet, die Südhälfte ist gebirgig.
Die Gemeinde besteht aus dem Dorf Arcizans-Avant sowie zahlreichen Einzelgehöften.
Nachbargemeinden sind Argelès-Gazost im Norden, Lau-Balagnas im Nordosten, Saint-Savin im Osten, Cauterets im Südosten und Süden sowie Arras-en-Lavedan im Westen.

## Geschichte
Eine erste namentliche Erwähnung erfuhr Arcizans-Avant als Arcisaas um 1035 im Kopialbuch von Saint-Savin. Im frühen Mittelalter wechselte die Herrschaft häufig (Westgoten, Basken, Franken, Sarazenen). Danach war der Ort jahrhundertelang unter der Herrschaft des Königreichs Aquitanien respektive des Herzogtums Gascogne. Von 900 bis 1609 gab es eine Grafschaft Bigorre innerhalb der vorgenannten Gebiete. Im Hundertjährigen Krieg war Arras-en-Lavedan manchmal unter englischer, manchmal unter französischer Herrschaft. Von 1425 bis 1609 gehörte der Ort als Teil der Grafschaft Bigorre zur nur lose mit Frankreich verbundenen Grafschaft Foix. Weil der letzte Herrscher dieser Grafschaft, König Heinrich III. von Navarra aus dem Hause Bourbon, 1589 den Thron von Frankreich (als Heinrich IV.) bestieg, waren die Orte der Region 1609 bis 1789 Krondomäne. Die Gemeinde gehörte von 1793 bis 1801 zum District Argelès. Zudem war sie von 1793 bis 1801  Teil des Kantons Saint Savin und von 1801 bis 2015 des Kantons Argelès-Gazost. Mit Ausnahme der Jahre 1926 bis 1942 (Arrondissement Bagnères) war Arcizans-Avant seit 1801 Teil des Arrondissements Argelès-Gazost. Die Gemeinde ist Teil der historischen Landschaft Lavedan (auch Pays des Sept Vallées genannt).

## Bevölkerungsentwicklung
| Jahr                       | 1962 | 1968 | 1975 | 1982 | 1990 | 1999 | 2006 | 2012 | 2020 |
| Einwohner                  | 206  | 185  | 192  | 200  | 258  | 298  | 352  | 375  | 389  |
| Quellen: Cassini und INSEE |      |      |      |      |      |      |      |      |      |

Die Zahl der Bewohner ist seit 1793 wegen Abwanderung, der Gefallenen des Ersten Weltkriegs sowie der Grippewelle 1918/1919 gesunken. Die niedrigsten Einwohnerzahlen stammen aus der Nachkriegszeit.

## Sehenswürdigkeiten
- Kirche Saint-Martin aus dem 17. Jahrhundert; seit 1979 Monument historique
- Schloss Prince Noir mit Donjon aus dem 14. Jahrhundert
- zahlreiche ältere Gebäude
- mehrere Dorfbrunnen
- Rathaus (Mairie) mit Dorfschule
- Denkmal für die Gefallenen[1]

Quelle:

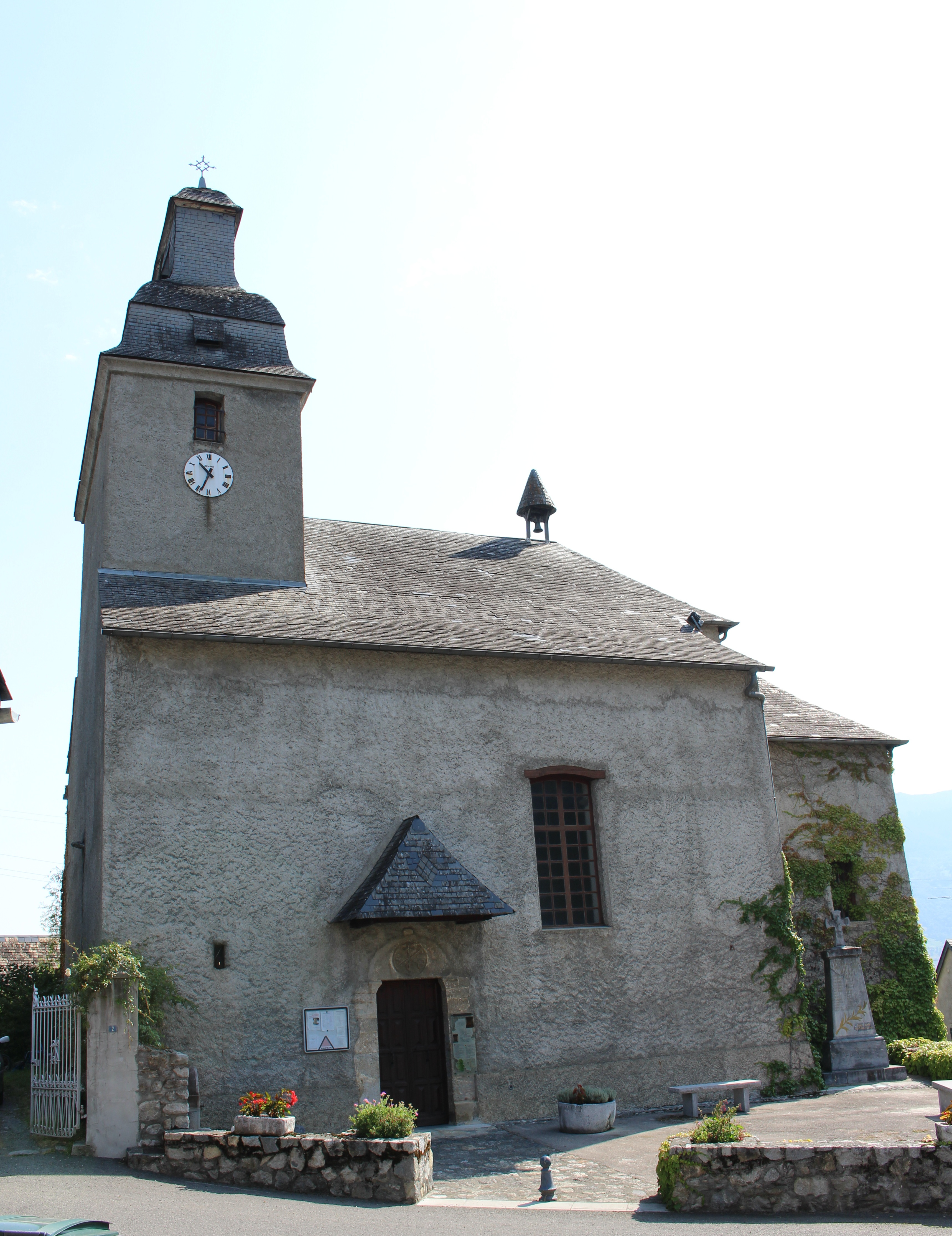
Kirche Saint-Martin
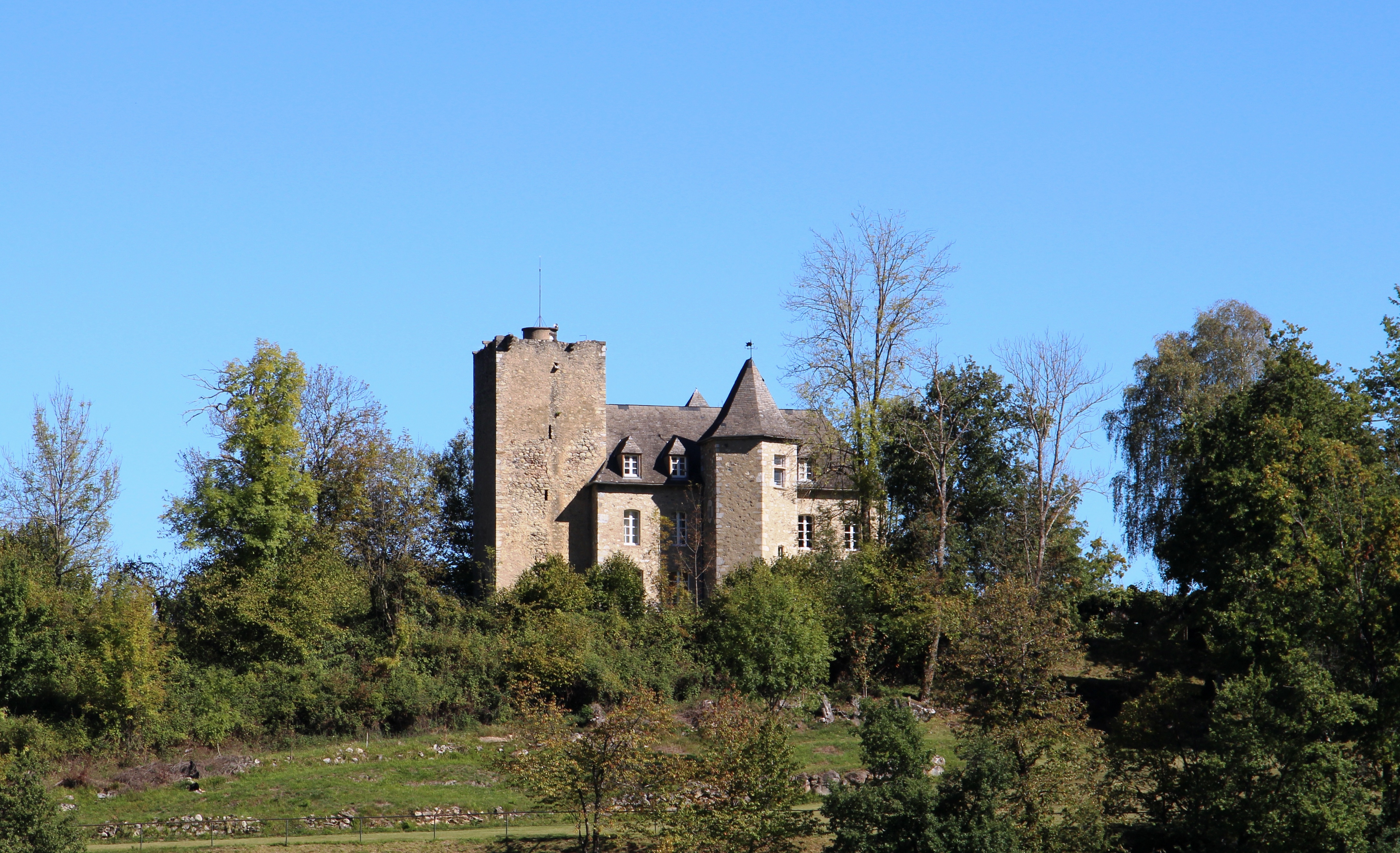
Schloss
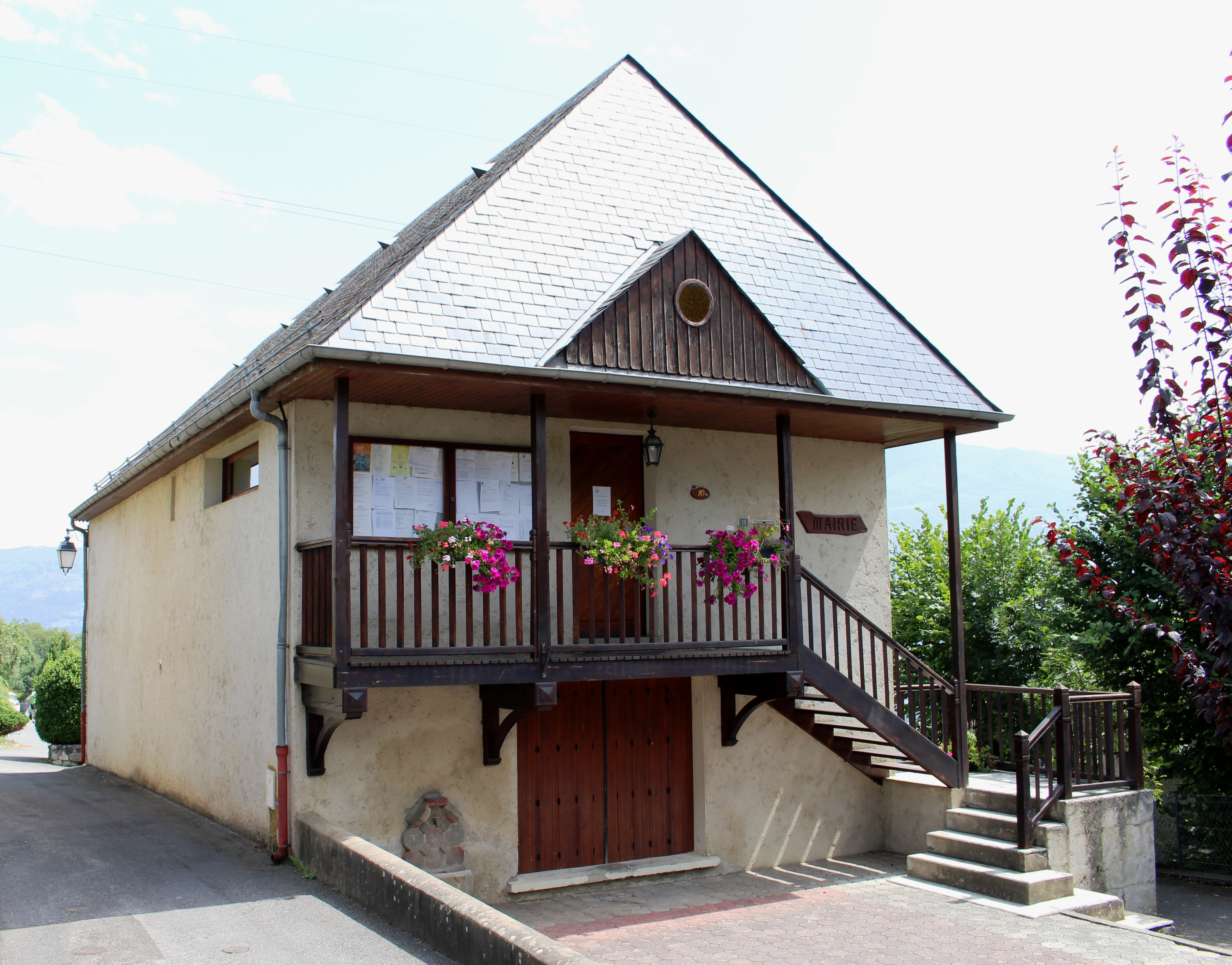
Rathaus (mairie)
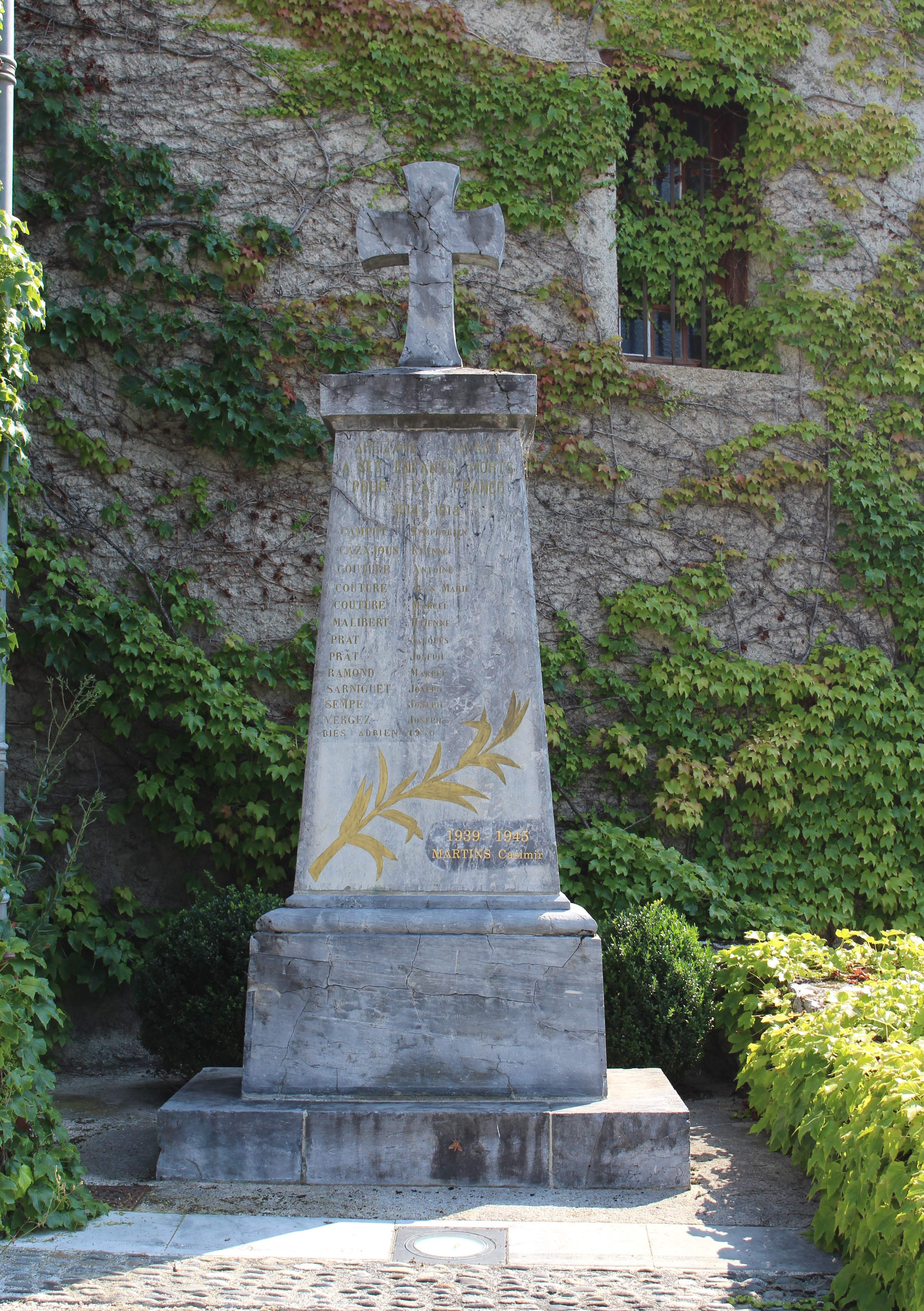
Gefallenendenkmal

## Persönlichkeiten
- Bernard Carasse (um 1504/1509–1586), Kartäuser